# Lago Bergheider
El lago Bergheider (en alemán: Bergheidersee) es un lago situado en el distrito rural de Elba-Elster —muy cerca de la frontera con el estado de Sajonia—, en el estado de Brandeburgo (Alemania).
Es un lago artificial llenado a partir de una mina a cielo abierto a partir del año 2001.